# Izabella Scorupco
Izabella Scorupco, de son vrai nom Izabella Dorota Skorupko [ˈisɑbelːɑ dɔˈrɔta skɔˈrupkɔ], est une actrice et chanteuse polonaise, née le 4 juin 1970 à Białystok en Pologne.

## Biographie
Élevée par sa mère jusqu'à ses huit ans dans sa ville natale de Białystok (Pologne), elles déménagent en 1978 en Suède, à Stockholm, où Izabella apprend le suédois, l'anglais et le français, en plus de sa langue maternelle, le polonais.
Elle devient mannequin, elle prend aussi des cours de musique et de comédie où elle sera remarquée en 1987 par le réalisateur suédois Staffan Hildebrand, qui lui offre son premier rôle dans Ingen kan älska som vi (Only we can love like this dans son titre anglais).
Elle devient alors connue dans son pays d'adoption et sa carrière se poursuit aussi bien dans la musique en obtenant un disque d'or, qu'à la télévision en 1991 ou encore au cinéma avec Petri tårar (St Peter's tears) en 1995.
La même année, elle tourne aux côtés de Pierce Brosnan et de Famke Janssen dans GoldenEye de Martin Campbell, dans le rôle de la James Bond girl Natalya Simonova qui la propulse définitivement.
Elle joue ensuite dans les films : Par le fer et par le feu, Vertical Limit, Le Règne du feu, L'Exorciste, au commencement, Cougar Club et Solstorm.
A la télévision, elle participe à un épisode de la série Alias.

## Vie privée
Elle se marie en 1996 avec le joueur de hockey Mariusz Czerkawski avec lequel elle a une fille, Julia, née le 16 septembre 1997, avant de divorcer en 1998. Elle se remarie avec un Américain, Jeffrey Raymond, le 30 janvier 2003 et ils vivent en Californie à Pasadena avec leur fils, Jacob, né le 24 juillet 2003.

## Filmographie
Sauf indication contraire, les informations mentionnées dans cette section peuvent être confirmées par la base de données cinématographiques IMDb,  présente dans la section « Liens externes ».

### Cinéma
- 1988 : Ingen kan älska som vi : Annelie
- 1995 : Det var en mörk och stormig natt : Petronella
- 1995 : Petri tårar : Carla / Carlo
- 1995 : GoldenEye : Natalya Fyodorovna Semyonova
- 1999 : Par le fer et par le feu (Ogniem i mieczem) : Helena Kurcewiczówna
- 2000 : Dykaren : Irena Walde
- 2000 : Vertical Limit : Monique Aubertine
- 2002 : Le Règne du feu : Alex Jensen
- 2004 : L'Exorciste, au commencement (Exorcist: The Beginning) : Sarah
- 2007 : Cougar Club : Paige Stack
- 2007 : Solstorm : Rebecka Martinsson
- 2010 : Änglavakt : Cecilia
- 2014 : Micke & Veronica : Veronica
- 2017 : Sleepwalker : Dr Cooper
- 2018 : The Undreaming of Anna Bell Zeigler : Harriet Zeigler

### Télévision
- 1991 : V som i viking (feuilleton TV) : The single mother
- 1994 : Bert (série TV) (1 épisode) : Zindy Dabrowski
- 2001 : Ogniem i Mieczem (feuilleton TV): Helena Kurcewiczówna
- 2005 : Alias (série TV)
  - Saison 4 épisode 15 : Pandora : Sabina

### Chanson
- 1991 : Album "IZA"